# Travaux (film)
Pour les articles homonymes, voir Travaux et Travail (homonymie).
Pour plus de détails, voir Fiche technique et Distribution.
Travaux ou Travaux, on sait quand ça commence... est un film français réalisé par Brigitte Roüan, sorti en 2005.

## Synopsis
Chantal est avocate spécialisée dans la défense des étrangers en situation irrégulière. Pour se débarrasser de Frankie, amant un peu trop collant, elle décide de faire des travaux chez elle. Un architecte colombien est censé s'occuper de tout. Cependant, les chamboulements qui en découlent prennent une ampleur bien plus importante que prévu.

## Fiche technique
- Titre : Travaux, on sait quand ça commence...
- Réalisation : Brigitte Roüan
- Scénario : Éric Besnard, Philippe Galland, Jean-François Goyet, Brigitte Roüan
- Chef-opérateur : Brigitte Barbier, Christophe Pollock
- Montage : Laurent Roüan
- Décors : Guy-Claude François, Thierry François
- Costumes : Rachel Raoult
- Chorégraphie : Karine Saporta
- Genre : comédie
- Date de sortie : France 1er juin 2005
- Durée : 95 minutes

## Distribution
- Carole Bouquet : Me Chantal Letellier, avocate
- Jean-Pierre Castaldi : Frankie «Pupuce»
- Didier Flamand : Thierry
- Aldo Maccione : Salvatore
- Marie Mouté : Julie
- Françoise Brion : Mamika
- Gisèle Casadesus
- Marcial Di Fonzo Bo : Eduardo, l'architecte colombien
- Éric Laugérias : le chef du service de sécurité d'un magasin
- Alvaro Llanos : Luis
- Carlos Gasca : Jesus
- Alejandro Piñeros : Pacho
- Lassina Touré : Condé
- Geovanny Tituaña : Betamax
- Shafik Ahmad : Rachid
- Giulia Dussollier : Pulchérie, fille de Chantal
- Ferdinand Chesnais : Martin, fils de Chantal
- Hong Maï Thomas : Lotus
- Sotigui Kouyaté : Songoo
- Bernard Ménez : le commissaire
- Rona Hartner : Rona
- Aïssa Maïga : la fiancée de Condé
- Humbert Balsan : le banquier
- Raphaël Personnaz : le premier pompier
- Jules Dedet : le deuxième pompier
- Jim-Adhi Limas : Wuchi
- Claude Guyonnet : le premier client au bar
- Hugh Grant : le nouveau voisin

## Accueil
Ce film traite sur le mode de la comédie des difficultés d'insertion des immigrés clandestins installés en France et, parallèlement, de l'incompétence rencontrée dans plusieurs corps de métier. Il est salué par la critique, qui découvre les dons comiques de Carole Bouquet et est touchée par un message de tolérance véhiculé malgré tout par le scénario.
Après un relatif bon démarrage (184 000 entrées en première semaine et 120 000 en deuxième semaine, le nombre d'entrées n'a ensuite cessé de s'affriter pour tomber à 15 000 en dernière semaine. Box-office cumulé : 472 000 entrées sur 6 semaines.

## Autour du film
Une grande partie de la distribution est constituée d'acteurs non-professionnels et sud-américains dont certains, effectivement étrangers en situation irrégulière au moment du tournage[réf. nécessaire]. 